# Jin Kazama
Pour les articles homonymes, voir Kazama.
Jin Kazama (風間 仁, Kazama Jin) est un personnage fictif et principal protagoniste de la série de jeu de combat Tekken par Bandai Namco Entertainment. Jin Kazama est présenté la première fois dans Tekken 3 en 1997 sur borne d'arcade.
Entraîné par son grand-père Heihachi Mishima, dans le but de participer au « King of Iron Fist Tournament », Jin souhaite venger la mort de sa mère, Jun Kazama. Cependant, durant le tournoi, on apprend que Jin est possédé par le « Gene Devil » (Gène Démoniaque), une anomalie génétique dans son corps, ce qui provoque la trahison d'Heihachi qui veut s'en emparer. Jin est également contrarié par son père Kazuya Mishima, dont il a hérité du gène. Leur faisant face, Jin perd le contrôle du gène démoniaque, ce qui provoque sa transformation en alter ego nommé simplement Devil Jin, introduit pour la première fois en tant que personnage jouable dans Tekken 5. Dans l'ensemble de la série, Jin développe une haine à la fois pour Heihachi mais aussi et surtout son père, Kazuya. La haine de Jin contre le « Gene Devil » fait de lui le principal antagoniste de Tekken 6, semant le chaos à travers le monde pour y mettre fin.

## Conception et design
Le réalisateur et producteur de la série, Katsuhiro Harada, a déclaré que Jin était son personnage favori de la série en général aux côtés d'Heihachi Mishima, car il affirme que l'histoire de Tekken est écrite du point de vue de Jin en tant que personnage principal. Le concept de Jin est celui d'un jeune enfant innocent corrompu par les maux de la société qui deviendrait l'un des plus grands méchants de la série selon Harada depuis environ dix ans. Jin a été introduit utilisant le concept du « personnage malchanceux » après son passage du personnage sombre dans la série. Néanmoins, l'équipe a également voulu faire de lui un personnage déterminé. Devenu méchant dans Tekken 6, Harada a motivé les joueurs à utiliser le mode histoire pour explorer le côté sombre de Jin avec notamment l'arrivée de Lars Alexandersson. En réponse à des affirmations pensant que l'histoire de Tekken était compliquée, Harada ajouta qu'il voyait l'histoire comme une « simple » lutte entre les membres de la famille Mishima. En 2017, les joueurs voyaient toujours Jin comme un héros, Harada a répondu que le personnage était toujours responsable d'être celui qui avait causé la guerre, et que par conséquent, il y avait une moralité en noir et blanc.
Dans Tekken 5, Jin dispose d'un costume spécial conçu par l'artiste Mutsumi Inomata, il s'agit d'un costume sur le thème du panda avec une veste ouverte qui ne dépasse que son ventre avec un motif de flamme bleue et un pantalon blanc assorti,,. Dans Tekken 6, Jin porte un long manteau noir similaire à celui qu'il portait dans sa séquence de fin de Tekken 5. La tenue de Jin dans Tekken 6 a été conçue par l'équipe d'artistes, CLAMP.

## Biographie
Jin Kazama est le fils de Jun Kazama et Kazuya Mishima. Dans Tekken 5, il est révélé que Jin a une cousine, Asuka Kazama. Toutefois, ils ne semblent pas être au courant de leur relation.
Sa mère lui avoue sa véritable identité lorsqu'elle sent l'approche du danger qui lui coûtera la vie, à savoir l'arrivée du Dieu du combat, l'Ogre.
Jin va de la personnalité de calme à la colère à différents moments : il est incontrôlable. Il n'a qu'un but : mettre fin à la malédiction et pour cela il se tient à l'écart des femmes pour éviter de procréer et il essayera de tuer son père et son grand-père.
Jin a changé son style de combat de Karaté Mishima à karaté traditionnel, mais il conserve toujours la même lutte contre la position.
Tekken 3
À l'âge de 15 ans, Jin découvrit qu'il était le fils de Kazuya Mishima. Au même moment, sa mère Jun Kazama meurt, tuée par Ogre. Jin retrouve son grand-père, Heihachi Mishima, et lui demande de l'entraîner durement chaque jour dans l'intention d'éliminer Ogre. Le jeune homme montrant un certain don pour les arts martiaux, Heihachi accepte et devient son professeur particulier. Quatre ans plus tard, Jin est devenu maître en Kazamaru (l'art traditionnel des Kazama) et Mishima-Ryu (l'art traditionnel des Mishima). Son grand-père annonce le King of Iron Fist Tournament 3, auquel il participe, tout en ignorant que Heihachi se sert de lui pour appâter Ogre.
Au terme du tournoi, il parvient avec Paul Phoenix à vaincre Ogre, mais Ogre prend alors sa véritable forme et Jin le vainc seul, Paul ayant quitté les lieux convaincu d'être le gagnant du tournoi. Juste après sa victoire, Heihachi et ses troupes font irruption et tirent sur le jeune homme, qui survit en prenant son apparence démoniaque, laissant son grand père pour mort avant de s'enfuir. Ainsi, bien que vainqueur officiel du King of Iron Fist Tournament 3, il ne prend pas possession de la Mishima Zaibatsu.
Tekken 4
Jin s'est exilé à Brisbane, où il s'entraîne à maîtriser un style de karaté traditionnel (en l'occurrence, le style Kyokushin) dans un petit dojo, fuyant sa famille et notamment Heihachi. Jin a tout détesté de lui : ses liens du sang avec les Mishima, son style de combat, le gène Devil. Il apprend ainsi à oublier les techniques de combat style Mishima-ryu par le maître du dojo, devenant maître du karaté traditionnel.
Un jour, Jin entendit que le King of the Iron Fist Tournament 4 avait été annoncé. Sans aucune hésitation et décidé à en finir avec sa malédiction et en même temps tuer son père et son grand-père, Jin s'endurcit dans sa résolution de participer au tournoi.
C'est alors qu'il était parvenu à se hisser en demi-finale contre Kazuya qu'il est capturé non sans peine par la Tekken Force et emmené au Temple Honmaru. Durant ce temps, Jin, enchaîné, était hanté par les visions de son père et comprend que celui-ci était responsable de la malédiction qu'il subissait. Arrivés au temple Kazuya évince Heihachi grâce à ses pouvoirs démoniaques. Lorsque Jin se réveilla, il reconnait son père qui se tenait devant lui, essayant de lui reprendre le pouvoir qu'il avait perdu en ayant une descendance. Comprenant tout ce que cela signifiait (son père n'était qu'un être avide de pouvoir) Jin se libère de ses chaines et affronte son père en combat singulier. Il vainc Kazuya et bat également Heihachi qui était revenu. Alors que sa colère monte et que le démon prend le pas sur lui, Jin se retient de les achever à la suite d'une apparition de sa mère, Jun. Il déploie alors ses ailes et prend son envol afin de s'éloigner du Honmaru.
Tekken 5
Jin s'envole hors du Honmaru après ses combats sanglants face à Kazuya et Heihachi mais il ressent la présence du démon en lui et il tombe inconscient.
Après un moment, il se réveilla grâce à quelqu'un qui l'appelait, et il vit qu'il se trouvait dans une forêt dévastée ; il comprit que c'était lui qui avait fait ce carnage alors qu'il était inconscient. Jin retourna à l'île de Yakushima et commença à être hanté dans ses cauchemars, sentant que le sang du démon prenait de plus en plus de place.
Dans le but de détruire cette présence étrangère, Jin partit en voyage sans but, là où le guideraient ses pas. Mais Jin, Kazuya et Heihachi ne se doutaient pas que l'arrière-grand-père de Jin, Jinpachi Mishima, sous l'emprise d'un démon étrange, organiserait le 5e King of Iron fist Tournament qui allait débuter. C'est ainsi qu'une guerre de famille commença.
Tekken 6
Après qu'il eut remporté la victoire sur son arrière-grand-père Jinpachi Mishima, Jin devient le chef de la Mishima Zaibatsu.
Jin apporta le chaos sur le monde avec la Tekken Force après avoir neutralisé les forces militaires de chaque pays et occupé toutes ses ressources comme le pétrole et les colonies spatiales. Juste après cela, la Mishima Zaibatsu déclara son indépendance et entra en guerre contre le monde entier.
Depuis que la Mishima Zaibatsu contrôle le monde, une seule entité s'oppose contre l'organisation de Jin : la G Corporation, dirigée par Kazuya Mishima, a mis la tête de Jin à prix. Immédiatement après, le King Of Iron Fist Tournament 6 était annoncé, comme si Jin avait attendu l'annonce de la G Corporation. Au terme du tournoi, Jin part au Moyen-Orient retrouver le temple perdu du démon Azazel, réveillé par le chaos mondial que Jin a provoqué. En vainquant le démon, Jin espère briser la malédiction du Devil Gene.
Tekken 7
Jin abandonne la Mishima Zaibatsu, après avoir vaincu Azazel. Elle sera récupérée par son grand-père paternel Heihachi. Porté disparu et blessé en s'échappant d'un hélicoptère qui le conduit aux Nations unies, Jin refait surface au Moyen-Orient. Il sera sauvé par Lars. Nina veut récupérer son ancien patron, mais est empêchée par Alisa et Lee.
Tekken 8
Après la mort d'Heihachi, Jin décide de poursuivre la lutte contre son père, Kazuya, en guise de rédemption. Un jour, il combat ce dernier en plein centre-ville et poussé à bout, il réveille son pouvoir démoniaque, mais sent que son alter-égo prend petit à petit le dessus sur sa volonté. Bien qu'il ne soit pas en grande forme physiquement, il réussit à se qualifier pour le King of Iron Fist Tournament organisé par son paternel en battant Reina en demi-finale et Hwoarang en finale. Lors de son premier match du tournoi, il bat avec difficulté Leroy Smith, mais la suite de la compétition est interrompue par l'arrivée de Kazuya. Ce dernier libère Azazel du corps de Zafina et combat la créature pour s'emparer de sa puissance. Avant de mourir, Zafina conseille au jeune combattant de retourner sur l'île de Yakushima, lieu où il est né et a grandi aux côtés de sa mère. Accompagné de Xiaoyu et soutenu par les autres combattants, il s'y rend en jet. Une fois sur place, il bat sa meilleure amie dans un combat d'échauffement demandé par cette dernière, puis une berceuse de sa mère lui ravive des souvenirs et il perd connaissance sous l'arbre. Dans son for intérieur, il bat par trois fois, non sans difficulté, son alter-égo démoniaque sous différentes formes et réussit désormais à contrôler complètement son pouvoir. Après avoir sauvé Lars d'une mort certaine, il fait une démonstration de sa nouvelle puissance acquise à Kazuya, transformé en véritable démon après avoir absorbé Azazel. Enragé, son père lance une sphère d'énergie sur l'île et il essaie de la contenir comme il le peut. Après avoir revu sa mère dans son esprit, son pouvoir évolue et devient Angel Jin. Grâce à sa nouvelle puissance, il surclasse Kazuya et lui fait perdre son pouvoir démoniaque, mais en contrepartie, il perd également le sien. Sous une pluie battante, les deux combattants se livrent une lutte sans merci et après un combat acharné qui se déroule en 7 manches, Jin vient enfin à bout de son père.

## Séquences de fin
Les cinématiques de fin des jeux Tekken 3, 4 et 5 présentées sont les fins officielles de ces jeux.

### DansTekken 3
Jin se relève, True Ogre est en train de se désintégrer. Des flashs de lumière s'enfuient hors du temple. La Tekken Force arrive, pointe ses armes sur lui et tire.
Jin, mourant, relève la tête et voit Heihachi Mishima s'approcher de lui et lui tirer une dernière balle dans la tête. Heihachi commence à s'en aller, quand des gardes de la Tekken Forces se font éjecter. Heihachi se retourne et voit Jin sous forme démoniaque.
Devil Jin attrape Heihachi, le lance contre un mur du temple qui cède sous l'impact. Le dernier plan montre Devil Jin s'envoler vers la lune, Heihachi regardant vers cette dernière.

### DansTekken Tag Tournament
Jin veut tuer son père, Kazuya mais une chose l'en empêche. Il a une chose que Kazuya n'a jamais eue, une humanité.

### DansTekken 4
Jin se bat contre Kazuya et gagne. Mais, Heihachi arrive, et un nouveau combat s'engage. Au moment d'achever Heihachi, Jin a une vision de sa mère Jun. Des ailes noires apparaissent, et il s'envole hors d'Honmaru, laissant Heihachi vivant sur le sol.

### DansTekken 5
Jin bat Jinpachi. Après le combat, il arrive et s'installe sur le trône de la Mishima Zaibaitsu.

### DansTekken 6
Fin du mode Arcade : Jin bat son père au temple. Lorsque l'avion arrive, on aperçoit Nina, sauf qu'elle est inconsciente et derrière elle, se trouve Heihachi qui saute de l'avion et provoque en duel son petit-fils. Jin le bat et quitte le temple d'Azazel qui est sur le point de s'effondrer avec l'avion en laissant derrière lui, Kazuya et Heihachi.
Fin du mode Histoire : Jin explique à Lars pourquoi il a provoqué une guerre mondiale et dans quel but. En effet, tout ceci a été organisé de manière à réveiller le Démon Azazel qui ne pouvait apparaitre que si le chaos régnait sur Terre. On comprend alors que Jin souhaite l'affronter afin de se débarrasser de son gène devil en perdant la vie contre le démon. Il préfère donc se sacrifier afin que son gène démoniaque ne se réveille pas complètement et provoque la fin du monde. Il fonce alors sur le démon, le frappe de plein fouet et tous deux s'écroulent dans les limbes du temple qui finit par s'effondrer.
À la suite de cela le corps de Jin est retrouvé par les hommes de Raven.

### DansTekken 7
La bataille finale du jeu se conclut avec la mort de Heihachi aux mains de Kazuya.
Après avoir récupéré, Jin prend la décision de mettre fin aux agissements de son père, Kazuya, qui est désormais sous l'influence complète du pouvoir démoniaque de Devil Gene. Jin explique que seule la lignée de sang Kazama, dont il fait partie, peut arrêter Kazuya. Il se présente alors comme l'unique espoir pour mettre un terme à la menace que représente son père. Le jeu se termine sur Jin déterminé à affronter Kazuya pour mettre fin au cycle de destruction initié par la famille Mishima. Cette conclusion suggère une confrontation future et intense.

### DansTekken 8
Le jeu propose deux fins principales : une bonne et une mauvaise, selon l'issue du dernier combat entre Jin et Kazuya.
Dans la fin bonne, appelée "Hope", après un combat épique dans l'espace où Jin, aidé par une vision de sa mère Jun, surmonte le Devil Gene et se transforme en un Ange, il réussit à neutraliser une puissante attaque de Kazuya et à la retourner contre lui. Les deux combattants perdent ensuite leurs formes surnaturelles et reviennent sur Terre pour un dernier affrontement en tant qu'humains, où Jin sort victorieux. La scène finale montre Jin sur une falaise, remerciant sa mère pour son aide et retrouvant Ling Xiaoyu, symbolisant un nouveau départ.
La fin mauvaise, nommée "Despair", se déclenche si Jin perd le dernier combat. Kazuya, triomphant, continue de proclamer sa quête de pouvoir. Les crédits de cette fin montrent des scènes de chaos orchestrées par des personnages maléfiques, indiquant que Kazuya continue de dominer le monde.
Le jeu se termine également avec une scène post-générique révélant l'existence de Reina, présentée comme la fille secrète de Heihachi Mishima, qui manifeste à son tour des pouvoirs du Devil Gene, introduisant potentiellement un nouveau conflit pour l'avenir de la série Tekken.

## Relations avec les personnages
- Arrière-Petit-fils de Jinpachi Mishima
- Petit-Fils de Heihachi Mishima et Kazumi Mishima
- Fils de Kazuya Mishima et de Jun Kazama
- Neveu de Lee Chaolan
- Neveu de Lars Alexandersson
- Cousin de Asuka Kazama
- Devil Jin est sa forme possédée.
- Hwoarang son grand rival.
- Ling Xiaoyu a été une de ses camarades à la Mishima High School.
- Lei Wulong était un grand ami de sa mère
- Employeur de Nina Williams
- Alisa Bosconovitch est sa garde du corps

### Arbre généalogique
|  |  |     |     |     |     |                    |                    | Jinpachi Mishima   | Jinpachi Mishima   | Jinpachi Mishima   | Jinpachi Mishima   | Jinpachi Mishima | Jinpachi Mishima |                  |                  |                  |                  |                  |                  | ???   | ???   | ???            | ???            | ???            | ???            |                |                |                |                |                |                |                |                |            |            |            |            |            |            |            |            |            |            |  |  |               |               |               |               |               |               |              |              |               |               |               |               |               |               |
|  |  |     |     |     |     |                    |                    | Jinpachi Mishima   | Jinpachi Mishima   | Jinpachi Mishima   | Jinpachi Mishima   | Jinpachi Mishima | Jinpachi Mishima |                  |                  |                  |                  |                  |                  | ???   | ???   | ???            | ???            | ???            | ???            |                |                |                |                |                |                |                |                |            |            |            |            |            |            |            |            |            |            |  |  |               |               |               |               |               |               |              |              |               |               |               |               |               |               |
|  |  |     |     |     |     |                    |                    |                    |                    |                    |                    |                  |                  |                  |                  |                  |                  |                  |                  |       |       |                |                |                |                |                |                |                |                |                |                |                |                |            |            |            |            |            |            |            |            |            |            |  |  |               |               |               |               |               |               |              |              |               |               |               |               |               |               |
|  |  | ??? | ??? | ??? | ??? | ???                | ???                |                    |                    |                    |                    |                  |                  | Heihachi Mishima | Heihachi Mishima | Heihachi Mishima | Heihachi Mishima | Heihachi Mishima | Heihachi Mishima |       |       |                |                |                |                |                |                | Kazumi Mishima | Kazumi Mishima | Kazumi Mishima | Kazumi Mishima | Kazumi Mishima | Kazumi Mishima |            |            |            |            |            |            |            |            |            |            |  |  |               |               |               |               |               |               |              |              |               |               |               |               |               |               |
|  |  | ??? | ??? | ??? | ??? | ???                | ???                |                    |                    |                    |                    |                  |                  | Heihachi Mishima | Heihachi Mishima | Heihachi Mishima | Heihachi Mishima | Heihachi Mishima | Heihachi Mishima |       |       |                |                |                |                |                |                | Kazumi Mishima | Kazumi Mishima | Kazumi Mishima | Kazumi Mishima | Kazumi Mishima | Kazumi Mishima |            |            |            |            |            |            |            |            |            |            |  |  |               |               |               |               |               |               |              |              |               |               |               |               |               |               |
|  |  |     |     |     |     |                    |                    |                    |                    |                    |                    |                  |                  |                  |                  |                  |                  |                  |                  |       |       |                |                |                |                |                |                |                |                |                |                |                |                |            |            |            |            |            |            |            |            |            |            |  |  |               |               |               |               |               |               |              |              |               |               |               |               |               |               |
|  |  |     |     |     |     |                    |                    |                    |                    |                    |                    |                  |                  |                  |                  |                  |                  |                  |                  |       |       |                |                |                |                |                |                |                |                |                |                |                |                |            |            |            |            |            |            |            |            |            |            |  |  |               |               |               |               |               |               |              |              |               |               |               |               |               |               |
|  |  |     |     |     |     | Lars Alexandersson | Lars Alexandersson | Lars Alexandersson | Lars Alexandersson | Lars Alexandersson | Lars Alexandersson |                  |                  | Lee Chaolan      | Lee Chaolan      | Lee Chaolan      | Lee Chaolan      | Lee Chaolan      | Lee Chaolan      |       |       | Kazuya Mishima | Kazuya Mishima | Kazuya Mishima | Kazuya Mishima | Kazuya Mishima | Kazuya Mishima |                |                |                |                |                |                |            |            |            |            | Jun Kazama | Jun Kazama | Jun Kazama | Jun Kazama | Jun Kazama | Jun Kazama |  |  | Père de Asuka | Père de Asuka | Père de Asuka | Père de Asuka | Père de Asuka | Père de Asuka |              |              | Mère de Asuka | Mère de Asuka | Mère de Asuka | Mère de Asuka | Mère de Asuka | Mère de Asuka |
|  |  |     |     |     |     | Lars Alexandersson | Lars Alexandersson | Lars Alexandersson | Lars Alexandersson | Lars Alexandersson | Lars Alexandersson |                  |                  | Lee Chaolan      | Lee Chaolan      | Lee Chaolan      | Lee Chaolan      | Lee Chaolan      | Lee Chaolan      |       |       | Kazuya Mishima | Kazuya Mishima | Kazuya Mishima | Kazuya Mishima | Kazuya Mishima | Kazuya Mishima |                |                |                |                |                |                |            |            |            |            | Jun Kazama | Jun Kazama | Jun Kazama | Jun Kazama | Jun Kazama | Jun Kazama |  |  | Père de Asuka | Père de Asuka | Père de Asuka | Père de Asuka | Père de Asuka | Père de Asuka |              |              | Mère de Asuka | Mère de Asuka | Mère de Asuka | Mère de Asuka | Mère de Asuka | Mère de Asuka |
|  |  |     |     |     |     |                    |                    |                    |                    |                    |                    |                  |                  |                  |                  |                  |                  |                  |                  |       |       |                |                |                |                |                |                |                |                |                |                |                |                |            |            |            |            |            |            |            |            |            |            |  |  |               |               |               |               |               |               |              |              |               |               |               |               |               |               |
|  |  |     |     |     |     |                    |                    |                    |                    |                    |                    |                  |                  |                  |                  |                  |                  | Devil            | Devil            | Devil | Devil | Devil          | Devil          |                |                | Angel          | Angel          | Angel          | Angel          | Angel          | Angel          |                |                |            |            |            |            |            |            |            |            |            |            |  |  |               |               |               |               |               |               |              |              |               |               |               |               |               |               |
|  |  |     |     |     |     |                    |                    |                    |                    |                    |                    |                  |                  |                  |                  |                  |                  | Devil            | Devil            | Devil | Devil | Devil          | Devil          |                |                | Angel          | Angel          | Angel          | Angel          | Angel          | Angel          |                |                |            |            |            |            |            |            |            |            |            |            |  |  |               |               |               |               |               |               |              |              |               |               |               |               |               |               |
|  |  |     |     |     |     |                    |                    |                    |                    |                    |                    |                  |                  |                  |                  |                  |                  |                  |                  |       |       |                |                |                |                |                |                |                |                |                |                |                |                |            |            |            |            |            |            |            |            |            |            |  |  |               |               |               |               |               |               |              |              |               |               |               |               |               |               |
|  |  |     |     |     |     |                    |                    |                    |                    |                    |                    |                  |                  |                  |                  |                  |                  |                  |                  |       |       |                |                |                |                |                |                |                |                |                |                | Jin Kazama     | Jin Kazama     | Jin Kazama | Jin Kazama | Jin Kazama | Jin Kazama |            |            |            |            |            |            |  |  |               |               |               |               | Asuka Kazama  | Asuka Kazama  | Asuka Kazama | Asuka Kazama | Asuka Kazama  | Asuka Kazama  |               |               |               |               |

## Accueil et popularité
La presse a régulièrement fait l'éloge du personnage, souvent en tête de liste. Dans la revue de jeu d'arcade nippone Gamest, Jin a été élu 31e personnage préféré du staff (partageant la place avec Charlie et Yang). Le magazine de mode américain Complex, a classé Jin le 28e personnage le plus dominant des jeux de combat. Dans un sondage officiel réalisé par Namco, Jin est le cinquième personnage le plus demandé pour son ajout dans le casting du jeu Tekken X Street Fighter, avec 13,02% des voix enregistrées. Par ailleurs, Devil Jin a reçu 5,54% des voix,. En mai 2012, Namco Bandai a ouvert un musée consacré à Tekken à Osaka, où Jin et Kazuya sont représentés via une statue individuelle. En 2014 WhatCulture a classé Jin 11e des plus grands personnages de jeu de combat, qualifiant le personnage comme étant la « tête d'affiche » de la franchise Tekken. Le guide officiel Prima Games a classé la technique « Laser Scraper » de Jin 30e des plus grandes techniques de combat dans l'histoire du jeu vidéo.

## Autres apparitions
- Jin Kazama apparaît dans le film Tekken de 2010, où son personnage est interprété par Jon Foo et doublé en français par Emmanuel Garijo. Jin est un adolescent vivant de trafic et de marché noir qui vit dans les bidonvilles de Tekken City avec sa mère Jun qui l'a formé aux arts martiaux. Un soir, Kazuya le repère grâce aux forces et Jin échappe à la destruction de son quartier mais pas sa mère, tuée dans l'explosion de la maison. Pour la venger, il décide de tenter sa chance au tournoi de Tekken mais pour y parvenir, il doit battre le champion des bidonvilles Marshall Law ce qu'il fit non sans mal. Steve Fox, l'organisateur du combat, prend le jeune homme sous son aile. Lors de sa première participation au tournoi Tekken, Jin fait sensation grâce à sa victoire sur Miguel Rojo, Heihachi et Kazuya sont intrigués par le style de combat de ce dernier. Kazuya effectue une recherche ADN le concernant et lorsqu'il découvre que Jun est sa mère, il comprend que Jin se révèle être son fils. Lors de son arrivée au tournoi, Jin fit la connaissance de Christie Monteiro et sort un soir avec elle en boîte de nuit. Kazuya confie à Nina Williams et Anna Williams, ses amantes, la mission de tuer son fils mais elles échouent grâce à l'intervention de Christie Monteiro. Steve comprend à son tour le lien entre Jin et les Mishima et avoue à Jin qu'il a autrefois participé au tournoi avec sa mère. Heihachi dévoile à Jin que sa mère a été battue et violée par Kazuya qui est son véritable père. Kazuya force Jin à affronter Yoshimitsu, un ninja, en truquant le tirage des combats mais Jin remporte la victoire. Avec l'aide de Raven, Steve, Heihachi et Christie, Jin tente de fuir mais en vain. Steve se fait tuer et Kazuya, qui a repris le contrôle du tournoi, annonce que dorénavant, les combats seront dès lors à mort. Jin se qualifie pour la finale et doit affronter le champion du tournoi, Bryan Fury, un cyborg. Il le tue en lui brisant le cou d'un coup de genou qu'il lance depuis le haut d'un rocher composant l'arène de combat. Bien qu'il soit fatigué et devenu le nouveau champion du tournoi Tekken, Jin doit de suite affronter son père Kazuya armé de deux hachettes. Grâce une nouvelle fois à une intervention de Christie, Jin gagne le combat mais refuse d'éliminer son père, préférant quitter l'arène et son avenir glorieux, sans réaliser la pleine mesure de ses actes. Jin annonce à Kazuya que la malédiction de la famille Mishima ne le concerne en rien.

- Jin apparaît aussi dans le film d'animation Tekken: Blood Vengeance, où son personnage est interprété par